# 東區 (蔚山廣域市)
東區（：／ Dong gu */?），大韓民國蔚山廣域市的一個区。现时管有9行政洞(8法定洞)，面積合共35.77㎢。人口有185954人。

## 行政區劃
洞（行政洞）
- 方魚洞
- 日山洞
- 華亭洞
- 大松洞
- 田下一洞
- 田下二洞
- 南牧一洞
- 南牧二洞
- 南牧三洞

## 教育机构
- 現代青雲高等學校
- 現代青雲中學校
- 方魚津高等學校
- 門峴高等學校等

## 外部連結
- 官方网站 （页面存档备份，存于）